# Pearlydumm
Pearlydumm is een nummer van de Volendamse band BZN. De single werd uitgebracht in 1980 en werd in de Nederlandse Top 40 de tweede nummer 1-hit van de groep, na Mon amour uit 1976. De single stond 12 weken in de Nederlandse Top 40 genoteerd, en werd tevens uitgebracht in Zuid-Afrika, Portugal en Duitsland.
In vergelijk met Mon amour is dit nummer minder succesvol in de Radio 2 Top 2000. Pas rond oudjaar in 2007 bereikte deze single de hoogste positie: 929. Pearlydumm lijkt sterk op het nummer Chiquitita van ABBA. Qua tekst lijkt het sterk op de nummers van ELO. De Franse zangeres Mireille Mathieu coverde het BZN-nummer. De B-kant van de single, Hey Lady Jane, lijkt sterk op de nummers van The Beatles die door Paul McCartney geschreven zijn.

## Hitnotering
| "Pearlydumm" in de Nederlandse Top 40 - binnen 16-02-1980 | "Pearlydumm" in de Nederlandse Top 40 - binnen 16-02-1980 | "Pearlydumm" in de Nederlandse Top 40 - binnen 16-02-1980 | "Pearlydumm" in de Nederlandse Top 40 - binnen 16-02-1980 | "Pearlydumm" in de Nederlandse Top 40 - binnen 16-02-1980 | "Pearlydumm" in de Nederlandse Top 40 - binnen 16-02-1980 | "Pearlydumm" in de Nederlandse Top 40 - binnen 16-02-1980 | "Pearlydumm" in de Nederlandse Top 40 - binnen 16-02-1980 | "Pearlydumm" in de Nederlandse Top 40 - binnen 16-02-1980 | "Pearlydumm" in de Nederlandse Top 40 - binnen 16-02-1980 | "Pearlydumm" in de Nederlandse Top 40 - binnen 16-02-1980 | "Pearlydumm" in de Nederlandse Top 40 - binnen 16-02-1980 | "Pearlydumm" in de Nederlandse Top 40 - binnen 16-02-1980 | "Pearlydumm" in de Nederlandse Top 40 - binnen 16-02-1980 |
| Week                                                      | 1                                                         | 2                                                         | 3                                                         | 4                                                         | 5                                                         | 6                                                         | 7                                                         | 8                                                         | 9                                                         | 10                                                        | 11                                                        | 12                                                        |                                                           |
| --------------------------------------------------------- | --------------------------------------------------------- | --------------------------------------------------------- | --------------------------------------------------------- | --------------------------------------------------------- | --------------------------------------------------------- | --------------------------------------------------------- | --------------------------------------------------------- | --------------------------------------------------------- | --------------------------------------------------------- | --------------------------------------------------------- | --------------------------------------------------------- | --------------------------------------------------------- | --------------------------------------------------------- |
| Nummer                                                    | 26                                                        | 14                                                        | 9                                                         | 6                                                         | 4                                                         | 2                                                         | 1                                                         | 2                                                         | 5                                                         | 10                                                        | 16                                                        | 26                                                        | uit                                                       |

| "Pearlydumm" in de Nederlandse Single Top 100 - binnen: 23-02-1980 | "Pearlydumm" in de Nederlandse Single Top 100 - binnen: 23-02-1980 | "Pearlydumm" in de Nederlandse Single Top 100 - binnen: 23-02-1980 | "Pearlydumm" in de Nederlandse Single Top 100 - binnen: 23-02-1980 | "Pearlydumm" in de Nederlandse Single Top 100 - binnen: 23-02-1980 | "Pearlydumm" in de Nederlandse Single Top 100 - binnen: 23-02-1980 | "Pearlydumm" in de Nederlandse Single Top 100 - binnen: 23-02-1980 | "Pearlydumm" in de Nederlandse Single Top 100 - binnen: 23-02-1980 | "Pearlydumm" in de Nederlandse Single Top 100 - binnen: 23-02-1980 | "Pearlydumm" in de Nederlandse Single Top 100 - binnen: 23-02-1980 | "Pearlydumm" in de Nederlandse Single Top 100 - binnen: 23-02-1980 | "Pearlydumm" in de Nederlandse Single Top 100 - binnen: 23-02-1980 | "Pearlydumm" in de Nederlandse Single Top 100 - binnen: 23-02-1980 | "Pearlydumm" in de Nederlandse Single Top 100 - binnen: 23-02-1980 | "Pearlydumm" in de Nederlandse Single Top 100 - binnen: 23-02-1980 |
| Week                                                               | 1                                                                  | 2                                                                  | 3                                                                  | 4                                                                  | 5                                                                  | 6                                                                  | 7                                                                  | 8                                                                  | 9                                                                  | 10                                                                 | 11                                                                 | 12                                                                 | 13                                                                 |                                                                    |
| ------------------------------------------------------------------ | ------------------------------------------------------------------ | ------------------------------------------------------------------ | ------------------------------------------------------------------ | ------------------------------------------------------------------ | ------------------------------------------------------------------ | ------------------------------------------------------------------ | ------------------------------------------------------------------ | ------------------------------------------------------------------ | ------------------------------------------------------------------ | ------------------------------------------------------------------ | ------------------------------------------------------------------ | ------------------------------------------------------------------ | ------------------------------------------------------------------ | ------------------------------------------------------------------ |
| Nummer                                                             | 14                                                                 | 8                                                                  | 5                                                                  | 4                                                                  | 6                                                                  | 3                                                                  | 5                                                                  | 7                                                                  | 7                                                                  | 10                                                                 | 25                                                                 | 28                                                                 | 38                                                                 | uit                                                                |

### NPO Radio 2 Top 2000
| Nummer met noteringen in de NPO Radio 2 Top 2000 | '99  | '00-'04 | '05  | '06  | '07 | '08  |
| ------------------------------------------------ | ---- | ------- | ---- | ---- | --- | ---- |
| Pearlydumm                                       | 1498 | -       | 1826 | 1462 | 929 | 1703 |

1. ↑  Een '-' betekent dat het nummer niet was genoteerd en een vetgedrukt getal geeft de hoogste notering aan.
2. ↑  Deze tabel is bijgewerkt tot en met de meest recente editie (2024).